# Olnigg
Dieter Henke, besser bekannt als Olnigg ist der bekannteste deutsche MMORPG-Satiriker. Zusammen mit seinem Bruder Günter (aka. TalkMan) kam er durch Auftritte im Spiel Ultima Online zu erster Bekanntheit innerhalb der deutschen Internet-Community, vor allem auch über Günter Henkes Forum „Talkhouse“, welches bis heute in leicht abgewandelter Version besteht.
Der Name „Olnigg“ leitet sich von den englischen Wörtern „Old“ und „Niggle“ ab, was dann so viel bedeutet wie „alter Nörgler“.
Den Durchbruch feierte er am 1. August 1998 mit der ersten Ausgabe der „Bilgg“, seines elektronischen Satiremagazins. Hatten die ersten Ausgaben des Magazins noch ausschließlich Ultima Online zum Thema, so widmete es sich später auch vielen anderen MMORPGs (u. a. EverQuest, Anarchy Online und Asheron’s Call 2).
Die Ausgabe 68 vom 8. Mai 2002 besiegelte das Ende der Bilgg, denn nun erhielt das Magazin das Pseudonym seines Schöpfers als Namen: Olnigg. Das tat dem Erfolg jedoch keinen Abbruch. Im Gegenteil, die Fangemeinde wächst bis heute stetig an.
Den vorläufig letzten Höhepunkt markierte die Veröffentlichung seines Buches „Olnigg und die Bytebullen“ am 29. Juni 2004, in dem Dieter Henke mittels einer fiktiven Detektivgeschichte das Verhalten der Menschen im Internet auf die Schippe nimmt. Jedem der drei Handlungsstränge liegt eines der folgenden Themen zugrunde: MMORPGs, Ebay und Partnersuche/Erotik im Internet.
Sein zweites Werk „Olnigg im Dämonstüberl“ erschien am 9. Mai 2005.
Im Oktober 2008 erklärte Olnigg auf seiner Homepage, vorerst nicht mehr zu schreiben, „bis der Markt wieder für meine Augen gefälligere Neukost produzieren wird“.
Seit mindestens September 2019 ist die Internetseite offline.